# Leonia Francisca de Sales Aviat
Leonia Aviat o Sor Leonia Francisca de Sales Aviat (16 de septiembre de 1844 - 10 de enero de 1914) fue una religiosa francesa, fundadora de la Congregación de las Oblatas de San Francisco de Sales.

## Biografía
Nació en Sézanne, en Champaña-Ardenas, el 16 de septiembre de 1844. Hizo sus estudios con las Religiosas de la Visitación de Troyes. Las fàbricas textiles empleaban mujeres jóvenes provenientes de la zona rural. El abad Luis Brisson había abierto en 1858 la obra San Francisco de Sales para asegurarles una educación humana y cristiana. El le explica a Leonie la colaboradora que él estaba buscando. Desde entonces de ayudar a la obra de las feminas urbanas. por ello se inviste totalmente en los hogares del padre Brisson en Troyes. Entra a la Obra de San Francisco de Sales en 1866 y toma el hábito 2 años más tarde en 1868.
La 'Congregación de las Oblatas de San Francisco de Sales' es fundada en 1866. El papa Pío II aprobara las Constituciones en 1911. Leonia Aviat, quien tomo en religión el nombre de sor Francisca de Salitres, es la primera superiora general. Junto a las obras con las señoritas, funda también escuelas elementales en las parroquias y un pensionado para las jovencitas de París, antes de hacer otras obras en Europa, África del Sur, Ecuador, con la sola consigna "Trabajemos para hacer felices a los demás."
Deja Francia en 1904 para instalarse en Pérusia donde fallece el 10 de enero de 1914.
Beatificada el 27 de septiembre de 1992 por el papa Juan Pablo II, quien la canoniza también el 25 de noviembre de 2001.
Trabajemos para hacer felices a los demás